# Данченко Борис Борисович
Борис Борисович Данченко (нар. 23 травня 1938 Охтирка, Сумська область —  † 12 квітня 2016)  — сумський художник-живописець, педагог.
Основний жанр  — композиція, пейзаж, портрет, натюрморт. Продовжував традиції шістдесятників, із їх ліричністю, філософічністю, прагненням до духовності.
Картини зберігаються у Сумському художньому музеї, Сумській галереї мистецтв «Академічна» та в приватних колекціях України та зарубіжжя (Німеччина, Болгарія).

## Життєпис
Після відбуття примусової військової повинності у лавах більшовицької армії два роки працював художником-оформлювачем у Сумському  театрі драми та музичної комедії, де займався  рекламою. Створив у цей період ескізи до вистав — «Назар Стодоля» Т. Шевченка, «На дні» М. Горького, «Принцеса Турандот» К. Ґоцці.
1962—1967  — навчання у Харківському художньому училищі, виеладач з фаху — Петро Антонович Шигимага.
Після закінчення училища був направлений на роботу до міста Суми в науково-методичний центр на посаду старшого методиста з образотворчого та декоративно-прикладного мистецтва.

### Студія

Місячні мережива

З вересня 1967 по квітень 1998 років працював керівником Народної студії образотворчого мистецтва при обласному науково-методичному центрі.  Звання «народна» було присвоєно студії у 1979 році. Володимир Олександрович Смірнов, художник, товариш Б. Б. Данченка, згадує, що це була єдина на Україні  образотворча студія, якій присвоєно звання «народної».

Ноктюрн

Навчалися студійці 4 роки, безкоштовно, після чого здобували диплом  за спеціальністю «художник-оформлювач». Завдяки педагогічному таланту Бориса Данченка,  мистецька студія стала знаковою для м.Сум, проіснувала більше 50-и років, і багато  її вихованців продовжили свій мистецький шлях вже після випуску. Так, навчалися під керівництвом Бориса Данченка такі нині знані талановиті художники, як Михайло Юденков,  Валерій Шкарупа, Володимир Ратнер, Іван Гапоченко,  Ніна Негреба, Ігор Швачунов, Ганна Гідора. До того ж, Михайло Юденков та Володимир Ратнер самі поєднали мистецький шлях із викладанням у дитячих студіях.
Студія припинила існування через певні розпорядження міської влади.

### Життя поза художньою діяльністю
Поміж плідною мистецькою та педагогічною діяльністю, Борис  також на високому рівні володів конструкторськими навичками. В першу половину 70-х років змайстрував гелікоптер і встиг на ньому політати, доки влада не заборонила приватні польоти.

### Особисте життя
Був двічі одружений. Із другою жінкою Просков'єю Єфимівною прожив більше 50 років, яка, за згадкою сина Ярослава, завжди підтримувала чоловіка на його мистецькому шляху.
Діти: Борис (від першого шлюбу), Ярослав.

### Художня творчість
Художник знаходився в постійному творчому пошуку, ніколи не вдовольнявся досягнутим. В натюрмортах і пейзажах Данченка — дбайливе і уважне ставлення до природи поєднано із прагненням до поглибленого, філософського вивчення натури. Цілісність поетичної інтонації досягається за рахунок вірно віднайдених образно-пластичних вирішень — співставлення планів, виявлення простору, - його космічності та безмежності.
У творчому доробку є роботи на тему Другої світової війни: «Військові рубежі», «Обпалені війною». У цих творах подано не лише образ конкретного воєнного часу, а й розкрита антилюдська сутність війни, загибель усього живого.
Найзнаковішими картинами Бориса Борисовича Данченка мистецтвознавці вважають «Пізній вечір» (1970), «Ще одне останнє сказання» (1971), «Ідуть дощі осінні» (1972), «Ніжність» (1972), «Таємниця» (1974), «Місячні мережива» (1973), «Бурштин» (1976), «Горобина червона» (1978), «Крик» (1978), «На смутній галявині» (1979), «Вулиця, ліхтарик» (1984), «Реквієм» (1985), «Тиша» (1987), «Червоні вітрила» (1988), «Прана» (1992), «Анчар» (2003).

### Виставки
Персональні виставки відбулися у м.Суми (1979, 1989, 1994, 1997, 2001 роки) та в м. Лебедин (1981р.).
9 червня 2017 року в художньому салоні Сумської обласної спілки художників була відкрита виставка,  присвячена Борису  Данченку, де експонувалися живописні полотна Данченка і картини друзів та учнів художника.